# Hötjärnen (Malå socken, Lappland)
Hötjärnen är en sjö i Malå kommun i Lappland och ingår i Skellefteälvens huvudavrinningsområde.